# Krokodilfleisch

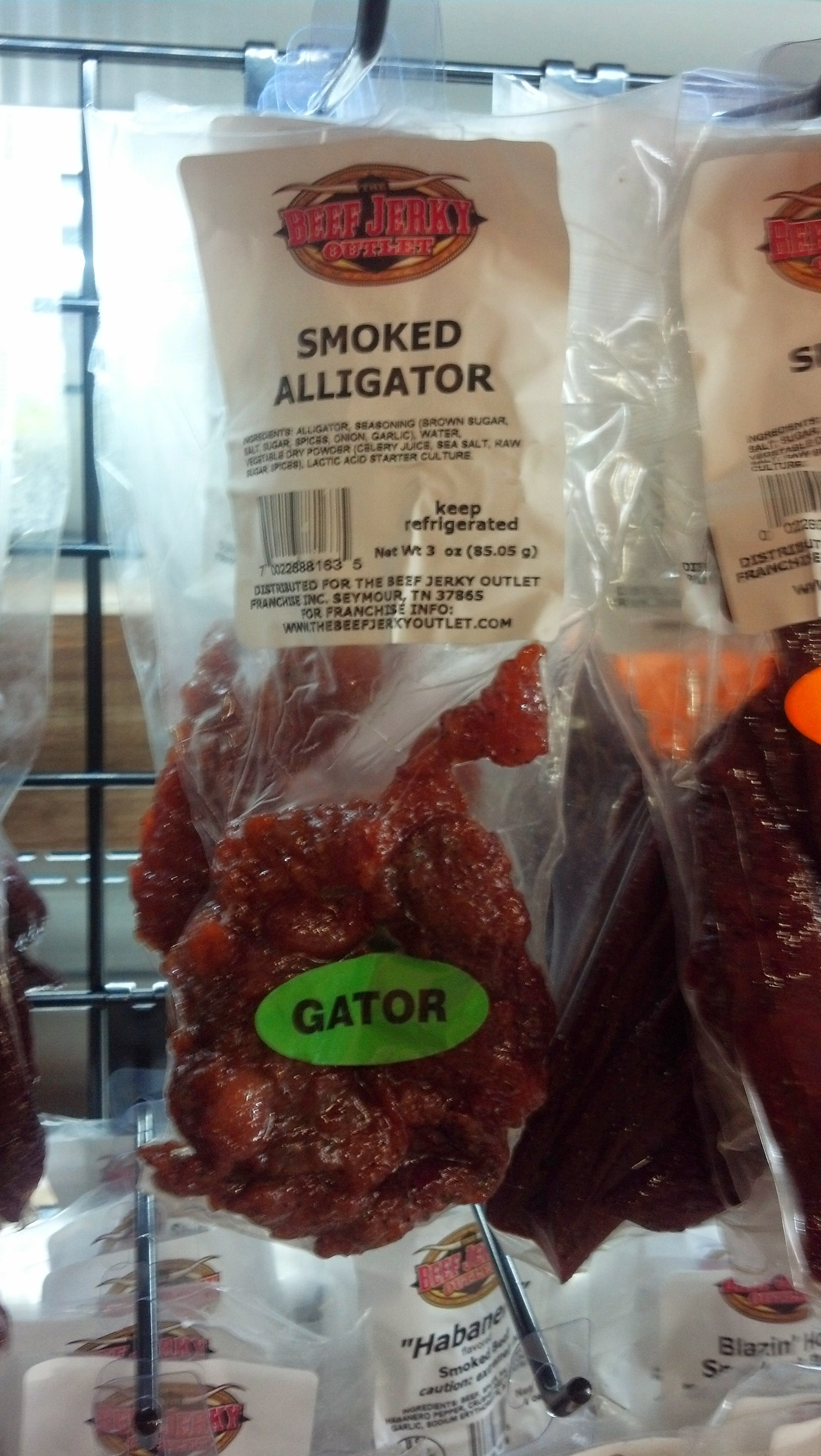
Geräuchertes Alligatoren-Jerky in Richfield, Wisconsin

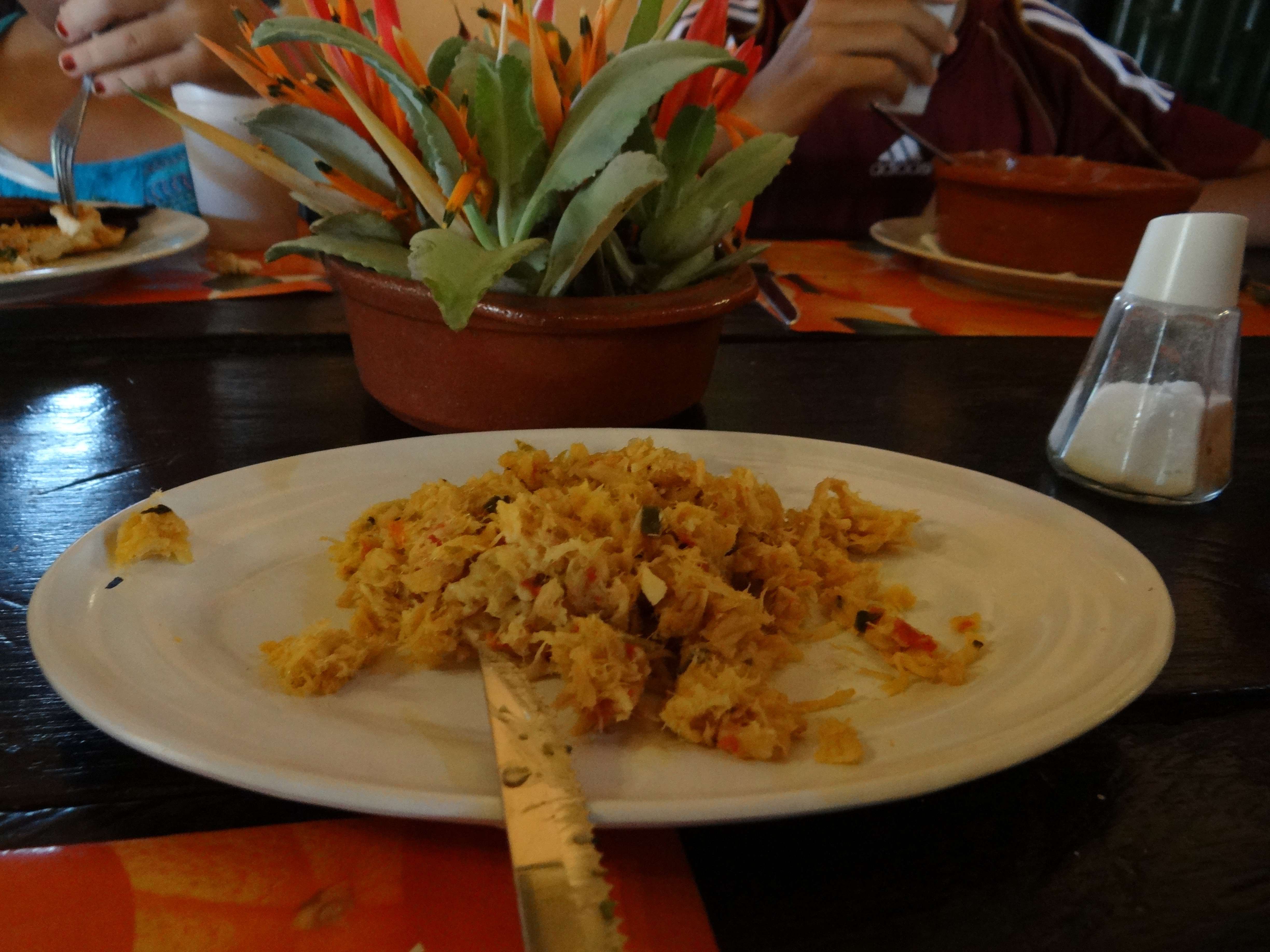
Kaiman-Fleisch

Krokodilfleisch ist eine Sorte von Bushmeat – das Fleisch des Reptils aus der Familie der Crocodilidae. Das Fleisch der Kaimane und der Alligatoren ist einander sehr ähnlich. Das streng (moschusartig) riechende Fleisch wird in mehreren Ländern in Afrika, Südamerika, Australien u. a. geschätzt.
Krokodilfleisch ist fest und ziemlich trocken; es bricht auseinander wie lang geschmortes Schweinefleisch oder fester Thunfisch. Von Liebhabern wird es mit Hummer verglichen, meist aber mit Schweine- oder Hühnerfleisch bezüglich seiner Farbe und Textur in Verbindung gebracht. Es ist eiweißreich und fettarm, der Schwanz hat das meiste Muskelfleisch. Grundsätzlich verläuft die Zubereitung wie bei anderem weißen Fleisch. Sein besonderes Aroma sollte durch einfache Kochmethoden betont und nicht überdeckt werden.

## Verwendung und Aberglaube
Das Fleisch vom Schwanz und Rumpf eignet sich zum Grillen, Braten oder Frittieren, das Fleisch der Keulen zum Schmoren. Bevorzugt werden die Keulen und Schwänze der Jungtiere wegen ihres weißen, festen Fleisches, gerne in Palmöl geschmort oder gebraten und immer kräftig gewürzt. Die Eier verwendet man für Omelettes, jedoch wird nur das Eigelb verwendet, da das Albumin-lose Eiweiß nicht gerinnt. Die Pansen der Krokodile sind in Äthiopien eine Delikatesse. Auf den pazifischen Inseln wird das Fleisch junger Leistenkrokodile von den Inselbewohnern gegessen und vom Geschmack und der Textur zwischen Fisch und Hühnchen beschrieben. Im Norden von Australien werden sowohl Süßwasser- als auch Meereskrokodile gezüchtet und das Fleisch legal verkauft.
Einigen Körperteilen der Tiere werden medizinische oder magische Eigenschaften zugeschrieben. Man glaubt, dass das Fett  Hautkrankheiten und Atemwegserkrankungen heilen kann. Des Weiteren glauben südafrikanische Stämme, dass der Verzehr von Krokodilfleisch dem männlichen Haarausfall entgegenwirkt und dass das Hirn tödlich giftig ist. Die Penisse und Gallenblasen werden getrocknet und nach China verkauft. Im Kongo wird Krokodilfleisch in Stücke geschnitten und mit der Haut in der Küche verarbeitet, in anderen Ländern werden aus dem Krokodilleder Handtaschen genäht. Im Kongo glaubt man auch, dass die Wirbelsäule unbedingt entfernt werden muss, da sie sonst das Fleisch ungenießbar machen würde. Daher wird auf den Fleischmärkten die Wirbelsäule ausgelöst und kopfwärts herausgezogen, sodann der Rücken mit der Rückseite der Machete leicht geklopft (dies hat die sofortige Beendigung der Reflexbewegungen zur Folge).